# Aeroportul Tefé
Aeroportul Tefé (IATA: TFF, ICAO: SBTF) este un aeroport din Tefé, Amazonas, Brazilia ce deservește zona Tefé. Aeroportul a fost tranzitat în 2022 de 36.877 de pasageri. A fost numit după zona deservită.
Situat la o altitudine de 57 m, aeroportul dispune de 1 pistă. Este operat de Infraero⁠(d).

## Infrastructură

### Piste
Aeroportul dispune de o singură pistă. Pista 15/33 are suprafața de asfalt și dimensiunile 2.200 m × 45 m. 